# Lanfranco Cigala
 (avril 2022).
Lanfranco Cigala est un troubadour, juge et diplomate  italien.

## Biographie
Né à Gênes au début du XIIIe siècle, homme noble et savant, fut l’un des troubadours les plus célèbres du XIIIe siècle. Juge et chevalier, il s’adonna surtout à la première de ces professions. Il se livra beaucoup aussi à la galanterie et à la poésie, et composa un grand nombre de chansons, dont une jeune dame de Provence, nommée Berlanda, de l’ancienne famille Cybo, fut l’objet principal. Ayant eu le malheur de la perdre, la dévotion remplaça l’amour dans le cœur de notre poète, et il ne chanta plus que des sujets sacrés. C’était au temps où les chrétiens venaient de perdre Jérusalem, le Saint-Sépulcre, et où Louis IX voulait une seconde fois reconquérir les lieux saints. Cigala composa deux sirventès pour exciter le même zèle parmi tous les souverains, et leur proposa le roi de France pour modèle. Gibelin outré, c’est-à-dire furieux contre le parti des papes, il fut indigné de la défection de Boniface le jeune, marquis de Montferrat, qui, après avoir traité avec l’empereur Frédéric II, en 1239, avait reçu de l’argent pour se liguer contre lui avec le pape. Dans sa fureur, il composa un sirvente contre le marquis, et lui reprocha son parjure. Les données notariales prouvent sans aucun doute que Lanfranco Cigala a vécu presque continuellement à Gênes entre les années 1235 et 1257. Il est mentionné vivant pour la dernière fois dans un document daté du 16 mars 1257 et il est enregistré comme décédé le 24 septembre 1258 donc contrairement à la légende, il n'a pas été assassiné près de Monaco, en 1278, dans un voyage qu’il faisait de Provence à Gênes. Millot rapporte que ce troubadour a composé vingt-six pièces ; la plupart ne nous sont pas parvenues. Les manuscrits de la Bibliothèque nationale de France en contiennent quelques-unes, mais en très-petit nombre.